# Sinoniscus cavernicolus
Sinoniscus cavernicolus is een pissebed uit de familie Styloniscidae. De wetenschappelijke naam van de soort is voor het eerst geldig gepubliceerd in 1995 door Schultz.